# Mohd Noor Imran
Mohammed Noor Imran  (* 31. Mai 1985) ist ein ehemaliger malaysischer Leichtathlet, der sich auf den Sprint spezialisiert hat.

## Sportliche Laufbahn
Erste internationale Erfahrungen sammelte Mohd Noor Imran vermutlich im Jahr 2007, als er bei der Sommer-Universiade in Bangkok den Wettkampf im Zehnkampf vorzeitig beendete. Im Dezember gewann er dann bei den Südostasienspielen in Nakhon Ratchasima in 10,54 s die Bronzemedaille im 100-Meter-Lauf hinter dem Indonesier Suryo Agung Wibowo und Wachara Sondee aus Thailand. Zudem gewann er auch mit der malaysischen 4-mal-400-Meter-Staffel in 39,90 s die Bronzemedaille hinter den Teams aus Thailand und Indonesien. 2009 schied er bei den Asienmeisterschaften in Guangzhou mit 10,76 s im Halbfinale über 100 Meter aus und kam im 200-Meter-Lauf mit 22,19 s nicht über die Vorrunde hinaus. Zudem belegte er mit der 4-mal-400-Meter-Staffel in 3:11,37 min den siebten Platz. Anschließend belegte er bei den Südostasienspielen in Vientiane in 10,71 s den sechsten Platz über 100 Meter und gelangte über 200 Meter mit 21,60 s auf Rang vier. 2011 startete er bei den Studentenweltspielen, den Weltmeisterschaften sowie bei den Südostasienspielen, wurde aber 2013 des Dopings überführt und alle seine Ergebnisse ab Juni 2011 annulliert.

## Persönliche Bestleistungen
- 100 Meter: 10,46 s (−1,3 m/s), 25. Juli 2010 in Singapur
- 200 Meter: 21,60 s, 16. Dezember 2009 in Vientiane